# Бадмаев, Андрей Васильевич
Андре́й Васи́льевич Бадма́ев (2 марта 1939, хутор Попов Тормосиновского района Волгоградской области — 16 января 2020) — советский и российский калмыцкий литературовед, кандидат филологических наук, член Союза писателей России, заслуженный деятель науки РК, почётный работник высшего профессионального образования России; знаток ойратской письменности тодо.

## Биография
Андрей Васильевич Бадмаев родился в хуторе Попов Тормосиновского района Волгоградской области 2 марта 1939 года. В период депортации калмыков Андрей Васильевич проживал в Рубцовском племовцесовхозе Алтайского края. По окончании местной средней школы в 1957 году он поступил на калмыцкое отделение филологического факультета Ставропольского пединститута. Окончил обучение в 1962 году по специальности учитель калмыцкого и русского языка и литературы. В том же году поступил в аспирантуру Института народов Азии АН СССР в городе Москва. С 1963 по 1965 годы проходил службу в рядах Советской армии.
С 1967 года по 1974 год Бадмаев работал старшим научным сотрудником-заведующим сектором литературы Калмыцкого научно-исследовательского института языка, литературы и истории (КНИИЯЛИ). Здесь он занимается изучением развития калмыцкой дореволюционной литературы. В 1969 году в Институте Востоковедения АН СССР защитил кандидатскую диссертацию по теме «Ранние памятники ойратско-калмыцкой литературы (XVII—XVIII вв.)». 15 января 1970 года Решением совета Института ему присуждена учёная степень кандидата филологических наук.
Более десяти лет А. В. Бадмаев работал в КНИИЯЛИ, пройдя ступени академической иерархии научных сотрудников — от «младшего» до заведующего сектором литературы. С 1975 года А. В. Бадмаев перешёл работать в университет. В 1990 году получил назначение на пост заведующего кафедрой калмыцкой литературы, которой руководил в течение 16 лет. Многие годы А. В. Бадмаев являлся членом Учёного совета университета, входил в состав специализированного совета по защитам кандидатских и докторских диссертаций, выступал в качестве официального оппонента на защитах.
Скончался учёный на 81 году жизни 16 января 2020 года.

## Труды
Бадмаев был одним из первых исследователей литературных памятников на «тодо-бичиг» («ясное письмо»). Его труды по истории калмыцкой литературы XVII—XX веков послужили важным этапом в развитии мирового ойратоведения и калмыковедения. Учёный занимался изучением ойратско-калмыцких литературных памятников «Биография Зая-Пандиты», «Сказание о дербен-ойратах» Габан Шараба и Батур Убаши Тюменя, «История калмыцких ханов», «Услаждение слуха» Боован Бадмы и ряд прочих малоизученных произведений.
В 1969 году он составил и опубликовал сборник «Калмыцкие историко-литературные памятники в русском переводе», ставший пособием для изучающих памятники старомонгольской и калмыцкой литературы.
За последние годы работы в университете им было написано восемь книг и более ста статей; десятки его работ переведены на иностранные языки. Он принимал деятельное участие в создании Первого тома коллективного труда «История калмыцкой литературы» (1981), руководил коллективными трудами, редактировал и рецензировал сборники и коллективные монографии. Он является автором и редактором программ и учебников по родной литературе для учащихся школ. В работах учёного исследованы произведения разных писателей калмыцкой литературы XX века, включая Х. Канукова, А. Амур-Санана, Н. Манджиева, С. Каляева, А. Сусеева, Х. Сян-Белгина, Ц. Леджинова, Д. Кугультинова и других.
В число книг учёного входят:
- 1971 — «Практического самоучителя старокалмыцкой письменности»,
- 1975,1984 — «Калмыцкая дореволюционная литература»,
- «Зая-Пандита: Списки калмыцкой рукописи»,
- «Биография Зая-Пандиты»,
- 1984 — сочинение «Услада слуха» («Чикнә хуҗр») Харамба Боован Бадмы,
- «Лунный свет».